# Gens Sestia

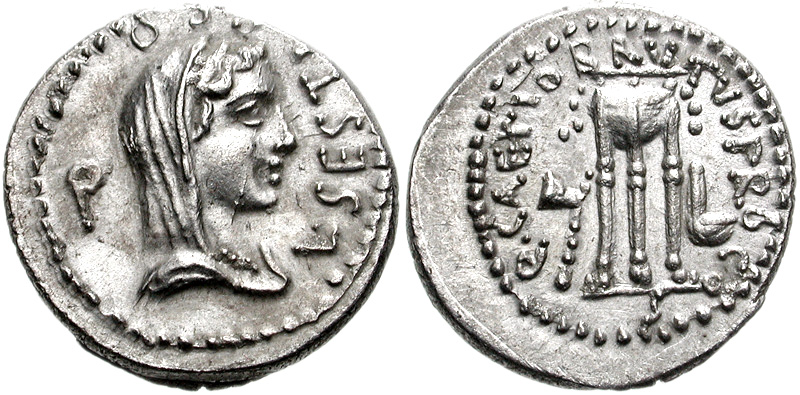
Moneda de Lucius Sestius,cónsul suffectus en 23 BC

La gens Sestia era una familia en la Antigua Roma. La gens era originalmente patricia, pero en el tiempos posteriores, incluía también miembros plebeyos. El único miembro de la familia que obtuvo el consulado bajo la República fue Publio Sestio Capitón Vaticano, en 452 a. C.

## Origen de la gens
El nomen Sestius es frecuentemente confundido con Sextius, y los dos nombres originalmente pueden haber sido iguales; pero los escritores antiguos evidentemente los consideraron como dos nombres distintos. Si son de hecho dos formas del mismo nombre, entonces Sestius es probablemente un apellido patronímico, basado en el praenomen común Sextus, significando "sexto."  El mismo nombre dio lugar a la plebeya gens Sextilia.

## Praenomina utilizada por la gens
Los praenomina utilizados por los Sestii incluyen Publius, Lucius, Vibius, y Titus. Los Sestii son la única familia patricia conocida en haber utilizado Vibius.

## Ramas y cognomina del gens
El único cognomen de los primeros Sestii es Capitolinus, probablemente referido a la Colina Capitolina, donde la familia puede haber vivido. El cónsul de 452 a. C. llevaba el agnomen Vaticanus, aparentemente por la Colina Vaticana, a través del Tíber desde el Capitolio. Hacia el fin de la República, se han encontrado los apellidos Pansa, significando "pies-anchos," y Gallus, gallo o galo.